# Svag syre
En svag syre er en syre, der ikke afgiver alle dens hydroner i en vandig opløsning. Disse syrer har højere syrestyrkeeksponenter {\displaystyle pK_{s}} sammenlignet med stærke syrer, som afgiver alle deres protoner, når de opløses i vand. Svage syrer er ofte lange og organiske syrer. Af de mest kendte svage syrer kan nævnes myresyre (HCOOH), eddikesyre (CH3COOH) og propansyre (CH3CH2COOH).

## pH
Når en monovalent syre opløses i vand, indtræder ligevægten
{\displaystyle {\text{HA (aq)}}+{\text{H}}_{2}{\text{O}}{\text{ (l)}}\rightleftharpoons {\text{A}}^{-}{\text{ (aq)}}+{\text{H}}_{3}{\text{O}}^{+}{\text{ (aq)}}}
hvor HA er syren og {\displaystyle {\text{A}}^{-}} er den korresponderende base.
Syrens dissociation er beskrevet med syrestyrkekonstanten {\displaystyle K_{s}}:
{\displaystyle K_{s}={\frac {[{\mbox{H}}_{3}{\mbox{O}}^{+}][{\mbox{A}}^{-}]}{[{\mbox{HA}}]}}}
hvor
{\displaystyle pK_{s}=-\log K_{s}}
For en ideel opløsning er pH en funktion af hydronium-koncentrationen {\displaystyle {\mbox{[H}}_{3}{\mbox{O}}^{+}]}:
{\displaystyle pH=-\log[{\mbox{H}}_{3}{\mbox{O}}^{+}]}
Hvis hydronium-koncentrationen er givet ved {\displaystyle x}, er koncentrationen af den korresponderende base ligeledes {\displaystyle x}, mens syrekoncentrationen er den oprindelige koncentration minus {\displaystyle x}.
{\displaystyle [{\mbox{H}}_{3}{\mbox{O}}^{+}]=x}
{\displaystyle [{\mbox{A}}^{-}]=x}
{\displaystyle [{\mbox{HA}}]=c_{s}-x}
Syrestyrkekonstanten bliver altså:
{\displaystyle K_{s}={\frac {x^{2}}{c_{s}-x}}}

### Generel svag syre
Dvs.:
{\displaystyle {\begin{aligned}K_{s}c_{s}-K_{s}x&=x^{2}\\0&=x^{2}+K_{s}x-K_{s}c_{s}\end{aligned}}}
Dette er en andengradsligning, hvor løsningen er:
{\displaystyle x=-{\frac {K_{s}}{2}}+{\sqrt {{\frac {K_{s}^{2}}{4}}+K_{s}c_{s}}}}
Altså er pH:
{\displaystyle pH=-\log(x)=-\log \left(-{\frac {K_{s}}{2}}+{\sqrt {{\frac {K_{s}^{2}}{4}}+K_{s}c_{s}}}\right)}

### Meget svag syre
For meget svage syrer
{\displaystyle x\ll c_{s}}
kan syrestyrkekonstanten approksimativt skrives:
{\displaystyle K_{s}={\frac {x^{2}}{c_{s}}}}
I så fald er pH:
{\displaystyle pH=-\log \left({\sqrt {K_{s}c_{s}}}\right)}
hvilket er det samme som:
{\displaystyle pH={\frac {1}{2}}\cdot \left(pK_{s}-\log \left(c_{s}\right)\right)}